# Mong Mao
VIe siècle – 1604
Entités précédentes :
- inconnue

Entités suivantes :
- Dynastie Taungû

Le Mong Mao, ou Möngmao (chinois : 勐卯 ; pinyin : měngmǎo), est un ancien état sino-thaï situé le long de la frontière sino-birmane actuelle. Son nom signifie le Royaume de Mao (Mong est l'équivalent du thaï Mueang, signifiant nation), car il était centré sur la vallée de la Nam Mao, ou Shweli, et sa capitale se trouvait près de la ville chinoise actuelle de Ruili.
Selon les époques, le Mong Mao a contrôlé un certain nombre de petits états ou principautés Shan, et étendu sa domination sur un territoire correspondant à l'Ouest de la Préfecture autonome dai et jingpo de Dehong (au Yunnan), au Nord de l'État Shan, et à l'extrême Sud-Est de l'État de Kachin.

## Histoire
Au XIIIe siècle, le Mong Mao profite du vide politique laissé dans la région par la chute du royaume de Dali, qui dominait le Yunnan, lorsque ce dernier est annexé par les Mongols de la future dynastie Yuan, vers 1254. Dans un premier temps, les Mongols sont plus préoccupés par leur lutte contre la dynastie Song que par la géopolitique locale, ce qui permet au Mong Mao de s'émanciper et de reprendre à son compte une partie de la souveraineté que le royaume de Dali exerçait sur les différentes populations du sud du Yunnan. La situation change à partir de 1283 quand, après des décennies de tensions et de guerres frontalières, Kubilai, le khan de la dynastie Yuan, décide d'envahir le Pagan, un puissant royaume situé au Sud du Mong Mao.
À la suite de la victoire mongole, le Mong Mao intègre un système de gouvernance régionale féodal appelé tusi zhidu (土司制度, tǔsī zhìdù, « régime (ou système) tusi ») mis en place par la dynastie Yuan(Duan 2015, p. 100). Dans le cadre de ce système, un Tusi (chinois : 土司 ; pinyin : tǔsī) (lit officier indigène) est choisi dans la population locale pour diriger la région au nom des Yuan. Les Mongols dominent donc indirectement la région, les rois de Mong Mao n'étant vus que comme des relais locaux du pouvoir central. Dans les faits, les rois de Mong Mao continuent tout de même d’être des membres de la famille royale. De par son existence, ce royaume offre une certaine forme d'unité, un cadre commun, aux divers groupes ethniques résidant le long de la frontière sud-ouest du Yunnan. En 1351 débute la révolte des Turbans rouges, qui part du nord-est de la Chine et embrase rapidement tout le pays. Cette révolte s’achève par l'expulsion des Mongols de la Chine. Dans un premier temps, elle n'affecte pas trop le Mong Mao; mais en 1381 - 1382, les troupes de la nouvelle dynastie Ming envahissent le Yunnan et écrasent les derniers fidèles de la dynastie Yuan.
Si Lunfa, le roi de Mong Mao, décide de se soumettre à l'autorité des Ming. En retour, il reçoit le titre Tusi de Commissaire de la Commission de Pacification de Pingmian. En août 1384, Si Lunfa envoya un tribut à la cour des Ming, accompagné du sceau que les Yuan avaient donné aux rois de Mong Mao. En retour, Lunfa reçoit de nouvelles récompenses, mais il n'en est pas satisfait et en Janvier 1386, il attaque le Xian de Jingdong avec une armée de plus de 100 000 hommes. Cette attaque se solde par un échec cuisant et Si Lunfa est obligé de se reconnaître vassal des Ming. Seul point positif, les Ming acceptent d'aider Lunfa dans les conflits entre le Mong Mao et ses voisins. Une décennie plus tard, en 1397, Lunfa est déposé par Dao Ganmeng, un de ses ennemis politiques, et est obligé de demander l'aide des Ming pour retrouver son trône. Entre 1436 et 1449, quatre campagnes militaires sont lancées par les Ming pour mater les rois Si Renfa, puis Si Jifa, coupables d'avoir attaqué et annexé trop de petits royaumes-clients des Ming. La quatrième expédition se conclut par la pacification du royaume ; mais elle est tellement mal organisée et exécutée que le prix de cette victoire est exorbitant pour la Chine,. Toutes ces défaites font perdre beaucoup d'importance au Mong Mao, qui finit par être conquis par le roi birman Bayinnaung en 1563.

### Remarques
Le nom Mong Mao est parfois utilisé par les auteurs pour désigner l'ensemble des états thaï le long de la frontière sino-birmane, y compris ceux de Luchuan-Pingmian, Mong Yang/Mong Yawng (en chinois : Meng Yang), et Hsenwi (en chinois : Mu Bang), même si des noms spécifiques sont presque toujours utilisés dans les sources Ming et birmane.
Tout au long de cette période, le centre du pouvoir se déplaça fréquemment entre ces différents états et principautés, unifiées ou non par un dirigeant puissant. Comme le fait remarquer l'historien shan Sai Kam Mong :
« Un de ces petits états s'élevait parfois pour devenir le royaume dominant, et ils étaient parfois tous unifiés dans un royaume unique... la capitale du royaume passait de place en place, mais la plupart étaient situées près de la Nam Mao (la Shweli sur la plupart des cartes d'aujourd'hui) ».
Les nombreuses versions de la Chronique de Mong Mao présentent la succession des souverains de Mong Mao. La version traditionnelle shan, compilée très tôt par Elias (1876), fournit une longue liste, où le premier souverain remonte à l'an 568. Les dates des souverains plus récents chez Elias ne s'accordent pas très bien avec celles des sources provenant de la dynastie Ming comme le Ming Shi-lu (Wade, 2005) et le Bai Yi Zhuan (Wade, 1996), qui sont considérées comme plus fiables à partir du règne de Si Ke Fa. Z. Kazhangjia (1990), traduit en thaï par Witthayasakphan et Zhao Hong Yun (2001), présente lui aussi une chronique locale de Mong Mao assez détaillée.

## Liste de monarques
| Nom chinois       | Années      | Durée  | Relation                                 | Décès       | Nom thaï     | Autre(s) nom(s)        |
| ----------------- | ----------- | ------ | ---------------------------------------- | ----------- | ------------ | ---------------------- |
| Si Kefa (en)      | 1340-1371   | 31 ans |                                          | † naturelle | Hso Kip Hpa  | Sa Khaan Pha           |
| Zhao Bing Fa (zh) | 1371-1378   | 8 ans  | fils                                     | † naturelle |              |                        |
| Tai Bian (zh)     | 1378/79     | 1 an   | fils                                     | assassiné   |              |                        |
| Zhao Xiao Fa (zh) | 1379/80     | 1 an   | frère de Zhao Bing Fa, oncle de Tai Bian | assassiné   |              |                        |
| Si Wa Fa (zh)     | ?           | ?      | fils                                     | assassiné   | Hso Wak Hpa  |                        |
| Si Lun Fa         | 1382-1399   | 17 ans | petit-fils de Si Ke Fa                   |             | Hso Long Hpa |                        |
| Si Xing Fa (zh)   | 1404-1413   | 9 ans  | fils                                     | abdication  |              |                        |
| Si Ren Fa (zh)    | 1413-1445/6 | 29 ans | frère                                    | exécuté     | Hso Wen Hpa  | Sa Ngam Pha            |
| Si Ji Fa (zh)     | 1445/6-1449 |        | fils                                     | exécuté     |              | Sa Ki Pha, Chau Si Pha |
| Si Bu Fa (zh)     | 1449-?      |        |                                          |             |              |                        |
| Si Lun Fa         | ?-1532      |        |                                          | assassiné   |              | Sawlon                 |